# 恰格勒·贝格
恰格勒·貝格（土耳其语：Çağrı Bey；989年—1060年），正式名稱是阿布·蘇里曼·達烏德·恰格勒·貝格·伊本·米哈伊勒，是塞爾柱帝國早期雙元統治者之一。他的名稱在突厥語意思為「小隼」。

## 背景
他與兄長图赫里勒·贝格是烏古斯人克尼克氏族領袖塞爾柱·贝格之孫。在11世紀早期塞爾柱家族與烏古斯葉護國分開前往河中北部居住，並成為喀喇汗朝屬國，後獨立。

## 生平
恰格勒的生平知之甚少。只知在1040年丹丹納干戰役後的庫里爾台中成為帝國雙重統治者，兄長图赫里勒負責管理塞爾柱帝國的西方，他則負責統治東方(東伊朗、阿富汗和土庫曼斯坦)，稍後取巴爾赫，1048年他征服克爾曼，1056年取錫斯坦。(同年他也把女兒嫁給阿拔斯王朝哈里發卡伊姆一世)。

## 死亡
他死於伊朗東北方的薩拉赫斯，他的死亡年分有數個說法，以1059年較合理。

## 繼承
不像鄂圖曼帝國，塞爾柱帝國早期和突厥汗國一樣實行兄弟共治。在图赫里勒死後，恰格勒之子阿爾斯蘭贏得內戰，繼承了蘇丹大位。